# Płynna nowoczesność (filozofia)
Płynna nowoczesność (ang. liquid modernity) – pojęcie stworzone przez socjologa i filozofa Zygmunta Baumana, mające służyć jako główna kategoria opisowa współczesności.
Płynna nowoczesność charakteryzuje się prywatyzacją ambiwalencji, poczuciem niepewności jednostki wobec przygodności bytów, fragmentarycznością i epizodycznością. Jest niejako kontynuacją i jednocześnie przeciwieństwem stałej nowoczesności, czy też – co być może trafniej oddaje jej istotę – nowoczesnością pogodzoną z klęską swojego projektu, pozbawioną ambicji ładotwórczej.
Kultura i sztuka w ramach płynnej nowoczesności jest stale poddawana dekonstrukcji jej znaczeń. Jej sens zawiera się wraz z jej zmienną krytyką oraz interpretacją i wraz z nimi umiera.